# アウトバーン 73
アウトバーン 73（ドイツ語: Bundesautobahn 73, BAB 73 または A 73）、通称フランケン高速道（Frankenschnellweg）、はドイツの高速道路、アウトバーンの一路線である。
北のテューリンゲン州ズールから南のバイエルン州ニュルンベルクまで170 kmの路線を持つ主要道路である。